# Prvenstvo Anglije 1925
Prvenstvo Anglije 1925 v tenisu.

## Moški posamično
René Lacoste :  Jean Borotra, 6-3, 6-3, 4-6, 8-6

## Ženske posamično
Suzanne Lenglen :  Joan Fry Lakeman,  6-2, 6-0

## Moške dvojice
René Lacoste /  Jean Borotra :  John F. Hennessey /  Raymond Casey, 6–4, 11–9, 4–6, 1–6, 6–3

## Ženske dvojice
Suzanne Lenglen /  Elizabeth Ryan :  A.V. Bridge /  Mary McIlquham, 6–2, 6–2

## Mešane dvojice
Suzanne Lenglen  /  Jean Borotra :  Elizabeth Ryan /  Umberto de Morpurgo, 6–3, 6–3